# Luigi Torchi (inventore)
Luigi Torchi (1812 – seconda metà del XIX secolo?) è stato un inventore italiano, pioniere del calcolo automatico.

## Biografia
Luigi Torchi era un semplice carpentiere che operava a Milano: di lui si hanno scarse notizie, ma sappiamo che fu premiato con una medaglia d’oro dell'Imperial-regio Istituto di scienze, lettere ed arti per la sua invenzione di una pionieristica macchina per il calcolo automatico, ovvero una vera e propria calcolatrice meccanica.
Una prima innovazione di tale macchina, desumibile dalla descrizione presente nel documento della premiazione del 1834, era nell'utilizzo della tastiera per l'input degli operandi, a differenza della maggior parte delle macchine da calcolo in uso fino ad allora (con l'eccezione, forse, del solo James White nel 1822); una seconda innovazione fu nella capacità di eseguire delle moltiplicazioni dirette: le macchine contemporanee, infatti, eseguivano le moltiplicazioni solo tramite la ripetizione di una o più addizioni. Al momento, non sembrano conosciuti esempi precedenti di questa funzionalità in una macchina per il calcolo automatico. 
Della macchina di Torchi rimangono un disegno dell'epoca e alcune sommarie descrizioni: la macchina vera e propria, invece, esposta a Brera negli anni trenta dell'Ottocento (dal 1834 al 1837) e poi descritta come danneggiata e mancante di diversi pezzi nella seconda metà dell'Ottocento da Giovanni Schiaparelli: in seguito, non è più stata rinvenuta. Una descrizione dettagliata del funzionamento pure non è nota.
Torchi fu autore di almeno altre due invenzioni: una ingegnosa "macchina per rimontar le correnti", per cui ottenne una medaglia d'argento nel 1837, e una innovativa livella a pendolo. La sua fama varcò i confini nazionali, ricevendo interessamenti a collaborazioni nei laboratori universitari anche da accademici francesi.
La scoperta e gli studi sulla storia della macchina si devono allo storico Silvio Hénin, curatore del Museo nazionale della scienza e della tecnologia Leonardo da Vinci di Milano.